# Iacobo Dandolo
Iacobo Dandolo, beneški admiral, * ?, † 1287.